# ترك امير (مقاطعة دلفان)
ترك امير (بالفارسية: ترک امیر) هي قرية تقع في قسم ايتيوند الجنوبي الريفي (مقاطعة دلفان) في إيران. يقدر عدد سكانها بـ 39 نسمة بحسب إحصاء 2016.